# Gallo-Romeinse villa van Wilsele

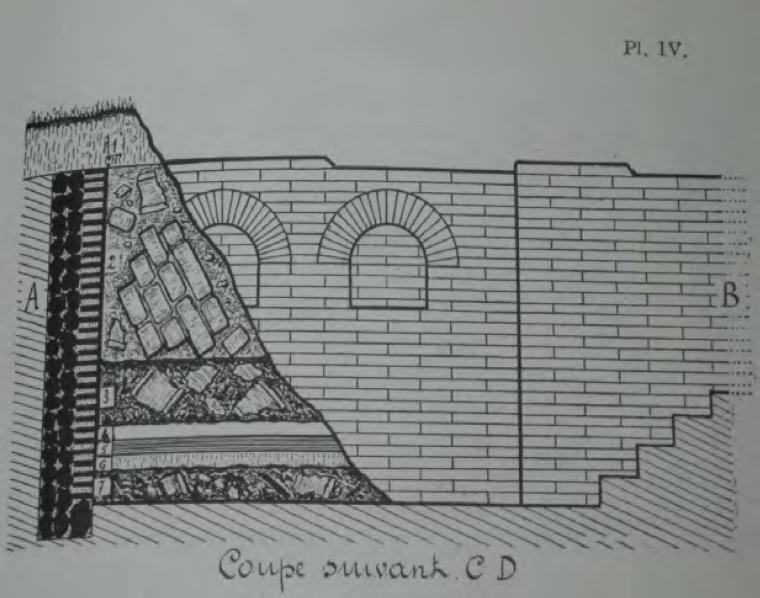
Schets van het zijaanzicht van de ontdekte kelder.

De Gallo-Romeinse villa van Wilsele betreft een archeologische vondst te Wilsele, tegenwoordig een deelgemeente van Leuven.

## Vondst
In juni 1909 stuitte men bij de bouw van een gemeenteschool in Langeveld, een plaats in de toenmalige gemeente Wilsele, op de restanten van een ingestorte Gallo-Romeinse villa. Eben, een onderwijzer uit Herent, verwittigde de Nationale Dienst voor Opgravingen. De opgravingen en het onderzoek werden daarna geleid door de archeologen Poils en Dens. De restanten betroffen een kelder met daarin het puin van de ingestorte villa. Men was op de hoogte van Romeinse bedrijvigheid onder de vorm van handel in de streek van Leuven, alzo getuigen Romeinse potscherven in de omgeving, maar deze vondst is noemenswaardig te noemen doordat er nog nooit eerder bewoning gevonden was in de Dijlevallei. Later zou blijken dat de Dijlevallei inderdaad bewoning kende in de Romeinse tijd en ontdekte men restanten van villa's te Sint-Agatha-Rode, Waver - zie Romeinse villa Basse-Wavre - en in Ways.

## Boerenvilla
De villa, van het type villa rustica, was gelegen op de westelijke helling van de Dijlevallei. Destijds behoorde het gebied tot de Romeinse provincie Germania Inferior. Een 500 meter lange aardeweg verbond de villa met een Romeinse steenweg, de tegenwoordige Wakkerzeelsbaan. De kelder behoorde aldus tot een Romeinse boerenhoeve. De toegang tot de kelder was mogelijk door middel van een trap. De muren waren opgetrokken uit lokale ijzerzandsteen en bekleed met op elkaar liggende tegels. De kelder moest bestand zijn tegen vocht vanwege de nabijheid van de Dijle in dit destijds moerassig gebied. In de westelijk gelegen muren bevonden zich ook twee nissen.

## Bewoning
De eerste bewoners hebben in de villa geleefd in de periode van 150 tot 250. De laatste bewoners hebben er tot omstreeks het begin van de 5e eeuw geleefd, wat samenvalt met de komst van de Franken. Dit alles werd ontdekt door de gevonden lagen in de kelder te bestuderen. De onderste laag bestond uit verbrand hout, pannen en potscherven, bronzen voorwerpen, sierspijkers en een grote hoeveelheid wit en blauwachtig vensterglas. Het glasraam zou een afmeting van 50 centimeter op 50 centimeter gehad hebben, wat vrij groot is. Eén van de gevonden bronzen voorwerpen van een haarspeld van 9 centimeter lang. De onderste laag duidt ook op een brand. Daarna vinden we sporen van wederopbouw, gevolgd door een lange periode van verwaarlozing. Deze laag bestond vooral uit modder, kikkerbeentje en resten van waterplanten. Na een tweede heropbouw werd alles opnieuw verwoest door een brand. Uit de laatste laag werden ook weinig waardevolle gebruiksvoorwerpen gevonden, wat zou kunnen duiden op de armoede van de laatste bewoners.

## Nasleep
Alhoewel de vondst belangrijk was voor verder archeologisch onderzoek omtrent de Gallo-Romeinse periode van de Dijlevallei was de vondst materieel gezien niet meer dan puin in een kelder en gingen na uitgebreid onderzoek de bouwwerkzaamheden van de gemeenteschool gewoon voort. De gemeenteschool staat er anno 2013 nog steeds met de opnieuw begraven Gallo-Romeinse ruïne onder een hoek van het schoolgebouw.